# 新納多朗
新納 多朗（にいろ たろう、1956年11月29日 - ）は、日本の俳優。
鹿児島県沖永良部島出身。旧芸名は新納 敏正（にいろ としまさ）。
所属事務所は今井事務所 → アウルム。

## 人物
かつては東京バッテリー工場、劇団七曜日に所属していた。
身長169cm。体重60kg。血液型B型。
特技は器械体操、ボクシング、三線。

## 出演

### 映画
- ビリィ★ザ★キッドの新しい夜明け（1986年） - 聴衆
- 凶銃・戻り道はない（1997年）
- 乱熟秘書 吸いつく下半身（1997年）
- 絆 -きずな-（1998年） - 星野
- ゴジラ2000 ミレニアム（1999年） - 後藤[1]
- おんな35才 熟れた腰使い（2001年）
- 喪服の女 崩れる（2001年） - 秋男
- 宿 YADO 月夜野村山姥伝説（2002年） - 自警団副団長
- OL発情 奪う!（2002年） - 勝呂
- 異形ノ恋（2002年）
- 真昼の不倫妻 美女の快楽（2003年） - 青柳隆一
- 座頭市（2003年）
- ナース姉妹 桃色診察室（2003年） - 高井誠
- ホーム・スイートホーム2 日傘の来た道（2003年）
- フレンズ（2004年）
- 監督・ばんざい!（2007年） - 家臣
- アキレスと亀（2008年）
- 湾岸ミッドナイト THE MOVIE（2009年）
- ヒミズ（2012年）
- バカリズム THE MOVIE（2012年） - 沢田浩二郎
- 奴隷市（2012年）
- 喰女-クイメ-（2014年）
- ダブルミンツ（2017年）
- 桃源郷的娘（2022年）

### テレビドラマ
NHK
- 天才てれびくん 魔界探偵（2000年）
- 藤沢周平の人情しぐれ町（2001年）
- ちゅらさん（2001年） - 宮里先生 役
- 凍える牙（2001年）
- 少年たち3（2002年）
- 浮世絵の天才絵師たち（2007年）
- オトコマエ!2（2009年） - 同心
- 探偵Xからの挑戦状!（2011年）
- 巨大戦艦 大和 〜乗組員たちが見つめた生と死〜（2012年）
- 軍師官兵衛（2014年） - 浦上政宗 役
- 経世済民の男（2015年） - 経理担当
- 山女日記〜女たちは頂を目指して〜（2016年） - 牧野泰三 役

日本テレビ
- 火曜サスペンス劇場
  - となりの女（1996年）
  - 警視庁鑑識班（1997年）
  - 追跡（1998年）
  - 真夜中の虹（1999年）
  - 臨床心理士1（2000年） - 神谷吾郎 役
  - 警部補 佃次郎（2002年） - 黒川洋一 役
  - 弁護士・朝日岳之助（2004年）
  - だます女だまされる女4（2004年） - 高橋晃一 役
  - だます女だまされる女（2005年）
- リミット もしも、わが子が…（2000年、YTV）
- ストレートニュース（2000年）
- 夜逃げ屋本舗（2003年）
- らんぼう 第1弾（2006年） - 木梨和孝 役
- 曲げられない女（2010年） - 相談者

TBS
- OL博徒（1988年）
- ドラマ30 → ひるドラ
  - 家族曲線（1998年、CBC） - 千葉
  - オーバー30（2009年、CBC） - 渋井吾郎 役
- 月曜ドラマスペシャル
  - 水上署の源さん 東京運河 - 信州斑尾高原連続殺人事件（1999年） - 結城家高 役
  - リストラ刑事（1999年）
  - 家庭欄記者・鍋嶋六郎が行く!!（1999年）
  - 流れ星お銀!事件解決いたします（2000年）
- 池袋ウエストゲートパーク（2000年）
- ハンドク!!!（2001年）
- 月曜ミステリー劇場
  - 湯の町コンサルタント1（2002年） - 勝田刑事 役
  - 十津川警部シリーズ（2003年） - 高田刑事 役
- 水戸黄門 
  - 第32部8話（2003年） - 土方勘兵衛 役
  - 第39部7話（2010年） - 葛西与左衛門 役
- ウメ子（2005年）
- 月曜ゴールデン
  - 刑事シュート しゅうと&ムコの事件日誌（2010年） - 大塚夏雄 役
  - 狩矢警部シリーズ（2010年） - 黒崎京介 役
  - 女タクシードライバーの事件日誌（2010年） - 阿部真一 役
- 怪盗ロワイヤル（2011年）
- 宮部みゆきミステリー パーフェクト・ブルー（2012年）
- 釣り刑事（2013年） - 警備員

フジテレビ
- 心はロンリー気持ちは「…」III（1986年）
- しゃぼん玉（1991年）
- ブラザーズ（1998年）
- セミダブル（1999年）
- 真実一路（2003年）
- 白い巨塔（2004年）
- 剣客商売（2004年）
- 金曜エンタテインメント 浅見光彦シリーズ（2004年） - 大城刑事 役
- チーム・バチスタの栄光（2008年、KTV）
- 結婚同窓会 〜SEASIDE LOVE〜（2012年）
- ほっとけない魔女たち（2014年、THK） - 篠塚正英 役
- 将棋めし（2017年）

テレビ朝日
- はみだし刑事情熱系（1997年） - 矢島正 役
- はみだし刑事情熱系（1998年）
- 土曜ワイド劇場
  - 西村京太郎トラベルミステリー（1999年）
  - 新・女弁護士 朝吹里矢子（2000年）
  - 変装婦警の事件簿（2001年） - 捜査責任者
  - 家賃ハンター真鍋倫子の事件簿（2006年） - 大田黒剛 役
  - 東京駅お忘れ物預り所（2010年） - 津山実 役
  - おかしな刑事 第8作（2011年） - 駒田正一 役
  - 逆転報道の女（2012年） - 病院長
  - おかしな刑事 第11作（2014年） - 八田勇二 役
- 日曜プライム
  - おかしな刑事 第20作（2019年） - 上原正吉 役
- 暴れん坊将軍（2000年） - 飯島貢 役
- 子連れ狼（2003年）
- 流転の王妃・最後の皇弟（2003年）
- 相棒
  - Season2（2003年） - 高林安夫 役
  - Season4（2005年） - 水橋（デートクラブの経営者） 役
- 名奉行! 大岡越前（2005年） - 佐藤一蔵 役
- 銭形平次（2005年）
- 女刑事みずき〜京都洛西署物語〜（2005年） - 中川保 役
- 警視庁捜査一課9係（2006年） - 磯崎明 役
- 新・桃太郎侍（2006年） - 津山源太夫 役
- 京都地検の女（2007年） - 木村威 役
- 853〜刑事・加茂伸之介（2010年） - 佐伯俊哉 役
- TEAM -警視庁特別犯罪捜査本部-（2014年） - 大友勇次 役
- 刑事7人
  - （2015年） - 岩渕紀夫 役
  - （2018年） - 鍋島勇治 役
- 遺留捜査（2017年） - 森野吾郎 役
- おかしな弁護士（2018年） - 津田寛太 役
- 特捜9 Season2（2019年） - 二戸部剛 役

テレビ東京
- ウッチャンナンチャンのコンビニエンス物語（1990年）
- それぞれの断崖（2000年）
- のぞき屋（2007年） - マスター
- 経済ドキュメンタリードラマ ルビコンの決断（2009年） - 小川英治 役
- カサネ（2015年） - 時津宗近 役
- 水曜ミステリー9 激突! アラフィフ熟女刑事の事件簿（2015年） - 井出倫夫 役
- 僕らプレイボーイズ 熟年探偵社（2015年） - 田中浩史 役
- 病院の治しかた〜ドクター有原の挑戦〜（2020年） - 森永郁夫 役
- 月曜プレミア8 再雇用警察官5（2023年） - 藤谷一郎 役

テレビ神奈川
- ドラマ 鉄道むすめ〜Girls be ambitious!〜（2008年） - 山縣功 役
- でんぱコネクション（2012年） - マイク（声の出演）

BS日本
- 19borders（2004年）

BS-TBS
- Pな彼女（2002年）

WOWOW
- 東野圭吾 幻夜（2010年） - 木村
- 沈まぬ太陽（2016年）

### 舞台
- 雨が聴こえない（1985年）
- 掃除屋（1993年）
- ザ・寺山（1993年）
- tatsuya 最愛なる者の側へ（1998年）
- 線香花火に月曜日（1999年）
- アシバー 沖縄遊侠伝（2000年）
- 大草原の小さな家（2002年）
- ミステリーナイト2003 〜Tense意図された緊迫〜（2003年）
- 男子一生の仕事にあらず…（2004年）
- 燃えよ剣（2004年）
- 一天地六（2004年）
- はれみ（2004年）
- 丹下左膳（2005年）
- 火焔太鼓（2005年）
- ダモイ 〜収容所から来た遺書〜（2005年、2006年、2008年、2010年）
- ハルちゃん（2006年）
- 星屑の町 〜東京砂漠篇〜（2006年）
- 殿のちょんまげを切る女（2007年）
- うそつき弥次郎（2007年）
- ササクレ 〜神様になれなかったあの子〜（2007年）
- 星屑の町 〜新宿歌舞伎町篇〜（2008年）
- 蝉しぐれ（2008年）
- 悪戦（2009年）
- フツーの生活・沖縄編（2010年）
- ペテン・ザ・ペテン（2011年）
- 陰陽師 〜Light and shadow〜（2011年）
- リバーサル（2013年）
- ハイエナ（2013年）
- お父さんは疲れた（2013年）
- ステージ2013（2013年）
- ママは悪魔（2013年）
- いつか、どこかに（2014年）
- タイムスリップ☆ファーザー（2014年）
- 思春期中年39号（2014年）
- 迷探亭小南事件簿 〜長い友との始まりに〜（2015年）
- 星の塵屑ペラゴロリ（2015年）
- 素敵なカミングアウト（2015年）
- 三匹のおっさん（2015年）
- 星屑の町 完結篇（2016年）
- 漂う、傍観者ども（2024年）[4]

### CM
- ソニー銀行（2004年 - 2005年）

### テレビアニメ
- それだけがネック（2020年） - 店長[5]
- 闇芝居-第8期-（2021年1月）[6]
- 闇芝居-第9期-（2021年7月）[7]
- 闇芝居-第11期-（2023年7月）[8]

### 劇場アニメ
- 機動警察パトレイバー 2 the Movie（1993年）

### オリジナルビデオ
- 銀色伝説（1990年）
- 愛義母（2001年）
- 新・したがる兄嫁 ふしだらな関係（2001年）
- 官能パニック 密室 大地震の夜（2003年）
- 田園官能ロマン 乳搾り 背徳の牛舎（2003年）
- 姉妹看護婦 〜夜の診察室〜（2004年）
- 探偵報告 人妻不倫地帯 〜白昼のラブホテル〜（2004年）
- 友だちの母さんと… 美熟女、秘密の宴（2006年）

### Web
- エセ肉食女の恋愛事情（2011年）